# Aliança Russo-Otomana (1799)
A Aliança Russo-Otomana foi uma aliança defensiva entre o Império Russo e o Império Otomano, dirigida contra a França entre 1799 e 1806, durante as Guerras Revolucionárias Francesas e Napoleônicas.
O primeiro tratado de aliança defensiva, incluindo cláusulas secretas, foi assinado em 3 de janeiro de 1799 [O.S. 23 de dezembro de 1798].  Isso foi complementado pela aliança anglo-otomana formada no final daquele mês.  A aliança foi renovada em 23 de setembro [O.S. 11 de setembro] de 1805.
A vitória francesa sobre a Rússia na Guerra da Terceira Coalizão causou uma mudança na política otomana da Rússia para a França. Selim III recusou-se a ratificar o tratado assinado em setembro de 1805. Em fevereiro de 1806, os navios de guerra russos estavam sendo bloqueados no Estreito Turco. Em outubro, a Rússia invadiu o Império Otomano e em dezembro os otomanos declararam guerra formalmente. A guerra russo-otomana durou até 1812.  Em março de 1812, a Rússia exigiu uma aliança como parte do tratado para acabar com a guerra. Isso foi rejeitado pelos otomanos, que preferiam a neutralidade. Não encontrou seu caminho no Tratado de Bucareste, que encerrou formalmente a guerra russo-otomana em maio.